# Node (band)
Node is een muziekgroep binnen de elektronische muziek. De muziek bevindt zich binnen de Britse variant van de Berlijnse School voor elektronische muziek. De band startte in een periode dat dit muziekgenre geheel buiten de mainstream viel. Node gaf/geeft onregelmatig albums uit.
Node kwam voort uit een vriendenclubje. Bessell kende Buller al van school waar ze samen musiceerden op elk instrument dat maar voorhanden was. Buller zat dan weer bij hetzelfde management als Flood (Mark Ellis); ze verzamelden als hobby oude synthesizerapparatuur. Stout was geluidstechnicus wanneer Buller muziekproducent was. Uitgangspunt om samen muziek te maken was het streven om de Krautrock uit de jaren zeventig zo dicht mogelijk te benaderen, Grote voorbeeld was muziekgroep Can, terwijl ze vaker werden vergeleken met Tangerine Dream. Om Can (en Tangerine Dream) te kunnen benaderen moest gebruik gemaakt worden van zoveel mogelijke analoge apparatuur zoals de producten van Moog, Roland Corporation, ARP Instruments, Fender Rhodes en mellotron.
Opnamen werden uitgegeven door DiN van Ian Boddy
Leden:
- Dave Bessell – synthesizers, toetsinstrumenten, gitaar (in het dagelijks leven docent aan universiteit)
- Ed Buller – synthesizers, sequencer, toetsinstrumenten (in het dagelijks leven muziekproducent van onder andere Suede, Pulp en The Courteeners)
- Flood (Mark Ellis) – synthesizers, sequencers, toetsinstrumenten (in het dagelijks leven producer, werkte met New Order, U2, The Killers)
- Mel Wesson (2010–) - synthesizers, sequencers, toetsinstrumenten (in het dagelijks leven componist van filmmuziek, gamemuziek en schrijver van ambientmuziek; zijn muziek is onder meer te horen in The Dark Knight Rises).
- Gary Stout – synthesizers, elektronica (1994-2013)

Dave Bessell heeft ook een aantal soloalbums op zijn naam staan, zoals Chromatic lightning cage (2024).

## Discografie
- 1994: Node (Deviant Records)
- 2014: Node 2 (DiN, 1000 exemplaren)
- 2018: Node Live (DiN, 2000 exemplaren)
- 2023: Singularity (DiN, 1000 exemplaren)